# Islas Balabalagan
Islas Balabalagan (en indonesio: Kepulauan Balabalagan; también escrito Balabalangan e históricamente conocidas como las Pequeñas Islas Paternoster) son un archipiélago en el Estrecho de Macasar en la costa este de Kalimantan (Borneo), a medio camino entre ésta y Célebes, Indonesia.
En el siglo XIX, se describieron a las islas reconociendo a la mayor con el nombre de Sebunkatang, los canales eran superficiales y no navegables, pero siempre con un terreno fértil para la pesca de los nativos de la isla,  El resto de las islas se describen como de arrecife de coral.